# 吉武真太郎
吉武 真太郎（よしたけ しんたろう、1975年6月3日 - ）は、大分県東国東郡国見町（現：国東市）出身の元プロ野球選手（投手）。

## 経歴

### プロ入り前
国東高校では2年秋に県大会準決勝で城島健司が捕手の別府大付高に敗れた。野球部在籍時代にはプロには興味がなく、教員志望だった。ドラフト当日も自転車で帰宅し、指名を知った監督が追いかけて来た程だった。1993年度ドラフト会議にて福岡ダイエーホークスから4位指名を受けて入団。

### ダイエー・ソフトバンク時代
入団1年目の1994年は一軍登録はなく、二軍でも未勝利に終わった。しかし秋の教育リーグで投球のコツを掴む。
1995年は、春季キャンプで村田兆治コーチの指導を受けて才能が開花。この年は24試合（先発11試合）に登板し最終的に5勝5敗、防御率4.28の成績を残した。
1996年も先発・中継ぎ・抑えと満遍なく起用され35試合に登板し、4勝13敗1セーブと不本意な成績に終わるも自身唯一の規定投球回をクリアし防御率は3.44と前年より良化。
1997年は公式戦初先発は6月頭と出遅れたが3試合連続無四球完投勝利で6月の月間MVPに選ばれ自己最多の7勝（7敗）の成績を残す。
一方、この年優勝した西武との直接対決で、10回まで1失点と奮闘したが鈴木健に優勝が決まるサヨナラ本塁打を打たれた。
1998年は自身初の開幕ローテーションに入り開幕二戦目に先発したが、終始不安定な投球が目立ち6月半ばに二軍落ちしてそのままシーズンを終えた。成績も5勝止まりで防御率も4点台と再び悪化。
チームがリーグ優勝、日本一を飾った1999年は開幕ローテーションに入ったが不振でわずか1勝に終わった。
2000年は一軍登板なしでシーズンを終了。一方でチームは日本一は逃したがリーグ連覇を達成。
2001年からはチームの先発陣が安定したこともありリリーフへ転向。同年は18試合に登板するも防御率5.56と安定感を欠いた。
2002年はわずか6試合の登板に終わる。
2003年は再び才能が開花し自身最多の42試合に登板。防御率4.43と安定感は欠いたものの貴重な中継ぎとして3年ぶりのリーグ優勝と日本一に貢献した。この頃にカットボールを習得し投球の幅が広がった。
2004年は前年の疲労もあり僅か13試合の登板に終わるが防御率は1点台だった。
2005年はオールスターゲームに監督推薦で初出場を果たした。シーズンではリーグ2位の61試合に登板し、6月にリーグ新記録となる8試合連続ホールドを記録し、最終的に61試合に投げ32ホールドを挙げチームの勝率1位に貢献した。
2006年は2年連続60試合に登板し20ホールドを記録するなどセットアッパーで活躍。しかし、12月10日にFA宣言でホークスへ復帰した小久保裕紀の人的補償選手として読売ジャイアンツへ移籍。

### 巨人時代
移籍1年目の2007年は開幕第3戦の横浜ベイスターズ戦（横浜スタジアム）で9回に移籍後初登板するが鈴木尚典にソロ本塁打を打たれ1回1失点のほろ苦い内容で勝利に貢献する。しかしホークス時代から肩の勤続疲労に悩まされており登録抹消。その後は二軍で再調整を兼ねた登板を続けた。8月1日に一軍再昇格。敗戦処理から徐々に信頼度を上げていき8月25日の、広島東洋カープ戦で5-4の1点ビハインドから金刃憲人をリリーフし、6回裏を三者凡退に抑えると7回表に味方が逆転。続く7回裏も無失点に抑え移籍後初勝利を挙げた。この年は防御率1.89を記録するも前半戦の二軍降格が祟り登板数は僅か16試合だった。
2008年も開幕一軍メンバーに入るが、3月30日の東京ヤクルトスワローズ戦で勝ち越し点を与えるなど投球が不安定で序盤3試合に登板しただけで4月10日に登録を抹消された。その後は越智大祐や山口鉄也らの活躍、ベテランの豊田清も開幕からセットアッパーとして新境地を開拓したため一軍に昇格することなくシーズンを終え、シーズンオフに球団から戦力外通告を受け、現役を引退。

### 引退後
引退後は巨人の打撃投手に転向。2011年から2018年までスカウトを務めた。その後、ジャイアンツ寮の副寮長を経て、2023年からはジャイアンツアカデミーのコーチを務める。

## 詳細情報

### 年度別投手成績
| 年 度      | 球 団                 | 登 板 | 先 発 | 完 投 | 完 封 | 無 四 球 | 勝 利 | 敗 戦 | セ 丨 ブ | ホ 丨 ル ド | 勝 率 | 打 者 | 投 球 回 | 被 安 打 | 被 本 塁 打 | 与 四 球 | 敬 遠 | 与 死 球 | 奪 三 振 | 暴 投 | ボ 丨 ク | 失 点 | 自 責 点 | 防 御 率 | W H I P |
| ---------- | --------------------- | ----- | ----- | ----- | ----- | -------- | ----- | ----- | -------- | ----------- | ----- | ----- | -------- | -------- | ----------- | -------- | ----- | -------- | -------- | ----- | -------- | ----- | -------- | -------- | ------- |
| 1995       | ダイエー ソフトバンク | 24    | 11    | 1     | 0     | 0        | 5     | 5     | 0        | --          | .500  | 352   | 82.0     | 78       | 13          | 35       | 1     | 2        | 38       | 5     | 2        | 43    | 39       | 4.28     | 1.38    |
| 1996       | ダイエー ソフトバンク | 35    | 16    | 6     | 1     | 0        | 4     | 13    | 1        | --          | .235  | 599   | 141.1    | 136      | 14          | 48       | 5     | 7        | 83       | 3     | 0        | 59    | 54       | 3.44     | 1.30    |
| 1997       | ダイエー ソフトバンク | 18    | 15    | 7     | 2     | 4        | 7     | 7     | 0        | --          | .500  | 438   | 109.1    | 97       | 13          | 22       | 0     | 1        | 76       | 0     | 0        | 44    | 43       | 3.54     | 1.09    |
| 1998       | ダイエー ソフトバンク | 15    | 11    | 2     | 1     | 0        | 5     | 4     | 0        | --          | .556  | 332   | 74.2     | 89       | 7           | 23       | 1     | 4        | 24       | 2     | 1        | 42    | 38       | 4.58     | 1.50    |
| 1999       | ダイエー ソフトバンク | 8     | 2     | 0     | 0     | 0        | 1     | 1     | 0        | --          | .500  | 84    | 18.2     | 30       | 2           | 3        | 0     | 0        | 9        | 1     | 0        | 18    | 15       | 7.23     | 1.77    |
| 2001       | ダイエー ソフトバンク | 18    | 0     | 0     | 0     | 0        | 0     | 1     | 0        | --          | .000  | 100   | 22.2     | 29       | 6           | 7        | 0     | 0        | 21       | 1     | 0        | 14    | 14       | 5.56     | 1.59    |
| 2002       | ダイエー ソフトバンク | 6     | 0     | 0     | 0     | 0        | 0     | 0     | 0        | --          | ----  | 35    | 7.2      | 9        | 2           | 2        | 0     | 1        | 9        | 0     | 0        | 9     | 3        | 3.52     | 1.43    |
| 2003       | ダイエー ソフトバンク | 42    | 0     | 0     | 0     | 0        | 1     | 3     | 1        | --          | .250  | 189   | 44.2     | 45       | 3           | 13       | 2     | 2        | 34       | 0     | 0        | 22    | 22       | 4.43     | 1.30    |
| 2004       | ダイエー ソフトバンク | 13    | 0     | 0     | 0     | 0        | 0     | 0     | 2        | --          | ----  | 58    | 14.2     | 13       | 2           | 2        | 0     | 1        | 10       | 0     | 1        | 3     | 3        | 1.84     | 1.02    |
| 2005       | ダイエー ソフトバンク | 61    | 0     | 0     | 0     | 0        | 2     | 4     | 1        | 32          | .333  | 285   | 66.1     | 70       | 2           | 19       | 4     | 3        | 49       | 0     | 0        | 24    | 23       | 3.12     | 1.34    |
| 2006       | ダイエー ソフトバンク | 60    | 0     | 0     | 0     | 0        | 3     | 2     | 0        | 20          | .600  | 288   | 65.2     | 70       | 4           | 20       | 0     | 3        | 36       | 0     | 0        | 24    | 22       | 3.02     | 1.37    |
| 2007       | 巨人                  | 16    | 0     | 0     | 0     | 0        | 2     | 0     | 0        | 0           | 1.000 | 71    | 19.0     | 12       | 1           | 5        | 1     | 0        | 11       | 0     | 1        | 4     | 4        | 1.89     | 0.89    |
| 2008       | 巨人                  | 3     | 0     | 0     | 0     | 0        | 0     | 1     | 0        | 0           | .000  | 13    | 2.1      | 4        | 0           | 2        | 0     | 0        | 2        | 0     | 0        | 3     | 3        | 11.57    | 2.57    |
| 通算：13年 | 通算：13年            | 319   | 55    | 16    | 4     | 4        | 30    | 41    | 5        | 52          | .423  | 2844  | 669.0    | 682      | 69          | 201      | 14    | 24       | 402      | 12    | 5        | 309   | 283      | 3.81     | 1.32    |

- 各年度の太字はリーグ最高
- ダイエー（福岡ダイエーホークス）は、2005年にソフトバンク（福岡ソフトバンクホークス）に球団名を変更

### 表彰
- 月間MVP：1回（1997年6月）

### 記録
- 初登板・初先発・初勝利：1995年4月6日、対千葉ロッテマリーンズ3回戦（千葉マリンスタジアム）、5回2/3を2失点
- 初奪三振：同上、1回裏に安藤学から
- 初完投勝利：1995年7月12日、対西武ライオンズ12回戦（福岡ドーム）、9回2失点
- 初完封勝利：1996年5月22日、対西武ライオンズ12回戦（西武ライオンズ球場）
- 初セーブ：1996年9月7日、対日本ハムファイターズ25回戦（東京ドーム）、9回裏一死に7番手として救援登板・完了、2/3回無失点
- 初ホールド：2005年3月30日、対東北楽天ゴールデンイーグルス3回戦（福岡Yahoo! JAPANドーム）、6回表二死に3番手として救援登板、2回1/3を無失点
- オールスターゲーム出場：1回（2005年）

### 背番号
- 37（1994年 - 1994年途中）
- 67（1994年途中 - 1995年）
- 34（1996年 - 2006年）
- 39（2007年 - 2008年）
- 122（2009年）
- 08（2010年）